# Jacques de Molay
Jacques de Molay, także Jakub de Molay (ur. ok. 1243 w Molay, zm. 18 marca 1314 w Paryżu) – ostatni wielki mistrz zakonu templariuszy w latach 1298–1312.

## Biografia
Do zakonu wstąpił ok. 1265. Walczył w Syrii, odznaczył się w Palestynie w czasie krucjat. Od 1291 przebywał na Cyprze. Ok. 1298 został wybranym wielkim mistrzem. W 1306 lub 1307 został wezwany przez papieża Klemensa V w sprawie omówienia nowej krucjaty. Wielki mistrz poprosił go o śledztwo w sprawie aktów oskarżenia o bluźnierstwo i sodomię, które wystosowano przeciwko zakonowi.

### Aresztowanie i śmierć
W piątek, 13 października 1307, na rozkaz króla Filipa IV Pięknego został aresztowany, podobnie jak wszyscy templariusze we Francji, i przesłuchany. Następnie postawiono go przed sądem. Filip IV zamierzał zniszczyć zakon i zagarnąć jego bogactwo, lecz de Molay nie wskazał miejsca ukrycia skarbu templariuszy. Zarzucono mu następujące przestępstwa: herezję, stosowanie magii i czarów, homoseksualizm, dzieciobójstwo, wyrzeczenie się Chrystusa, bezczeszczenie krzyża, czczenie demona o imieniu Baphomet. Był więziony w lochach twierdzy Temple, tam poddano go torturom.
24 października 1307 przyznał się do części przypisywanych mu zbrodni, lecz odrzucił zarzut sodomii. Pisał do członków zakonu w całej Francji, nakazując spowiedź. Kiedy papież wysłał swoich własnych delegatów do prowadzenia śledztwa wielki mistrz i wielu innych zakonników wycofało swoje wcześniejsze oświadczenia, argumentując, że zostały one wymuszone torturami. W listopadzie 1309 i marcu 1310 złożył apelację o osobisty sąd papieża. 22 marca 1312 Klemens V pod naciskiem króla Francji zdecydował się ostatecznie zlikwidować zakon, bulla kasacyjna doprowadziła do ogólnoeuropejskiego oburzenia. Majątek templariuszy został skonfiskowany i ostatecznie przekazany joannitom, którzy musieli zapłacić francuskiemu monarsze ogromne odszkodowanie pieniężne.
18 lub 19 marca (lub 11 marca) 1314 roku komisja trzech kardynałów skazała de Molaya i innych templariuszy na wieczną karę więzienia. Po usłyszeniu tego wyroku ponownie odwołał swoje zeznania, dlatego Filip IV nakazał spalić go na stosie, jeszcze tego samego popołudnia. Wyrok został wykonany w Paryżu 18 marca 1314 (różne źródła wymieniają również datę 11 lub 19 marca) przez oficerów króla. Były wielki mistrz spłonął uznany powtórnie za heretyka.

## Przekleństwo templariuszy
Na chwilę przed śmiercią w płomieniach odwołał swoje zeznania i jak głosi legenda rzucił przekleństwo na papieża Klemensa V, króla francuskiego Filipa IV Pięknego i jego ministra policji Wilhelma de Nogaret – głównego organizatora procesu templariuszy. Objęty płomieniami miał wówczas wypowiedzieć słowa:
Papieżu Klemensie, królu Filipie, rycerzu Wilhelmie! Nim rok minie spotkamy się na Sądzie Bożym!
Przekleństwo miało spełnić się jeszcze szybciej. Papież zmarł miesiąc później. Według niektórych kronikarzy w miejscu pogrzebu wybuchł pożar, a ponieważ zwłoki pozostawiono bez opieki, ogień pochłonął połowę ciała zanim zdołano go ugasić: „Mówi się również, że w nocy, kiedy umarł, był tak opuszczony przez wszystkich, że część jego ciała została spalona przez ogień świec, które na niego spadły”. Niektóre źródła podają, że przyczyną śmierci było otrucie przez mnicha, który dosypał trucizny do wina mszalnego Klemensa.
Filip IV natomiast zmarł 29 listopada 1314 roku, a więc zaledwie kilka miesięcy po spaleniu de Molaya, prawdopodobnie na skutek wylewu krwi do mózgu. Klątwa mistrza templariuszy miała dotyczyć również potomków Filipa IV, aż do 13. pokolenia.
Natomiast Wilhelm de Nogaret zmarł w rzeczywistości w 1313 roku.